# Muzejní noc
Muzejní noc je akce, při níž jsou muzea, galerie a památkové objekty otevřeny déle než obvykle (někdy i přes půlnoc) a vstupné do nich je navíc buď snížené, nebo úplně zdarma. Organizátoři muzejních nocí se tak snaží vzbudit v řadách široké veřejnosti zájem o muzea a podobné instituce. Muzejní noci bývají doprovázeny posilovou a kyvadlovou dopravou, která bývá rovněž zdarma.

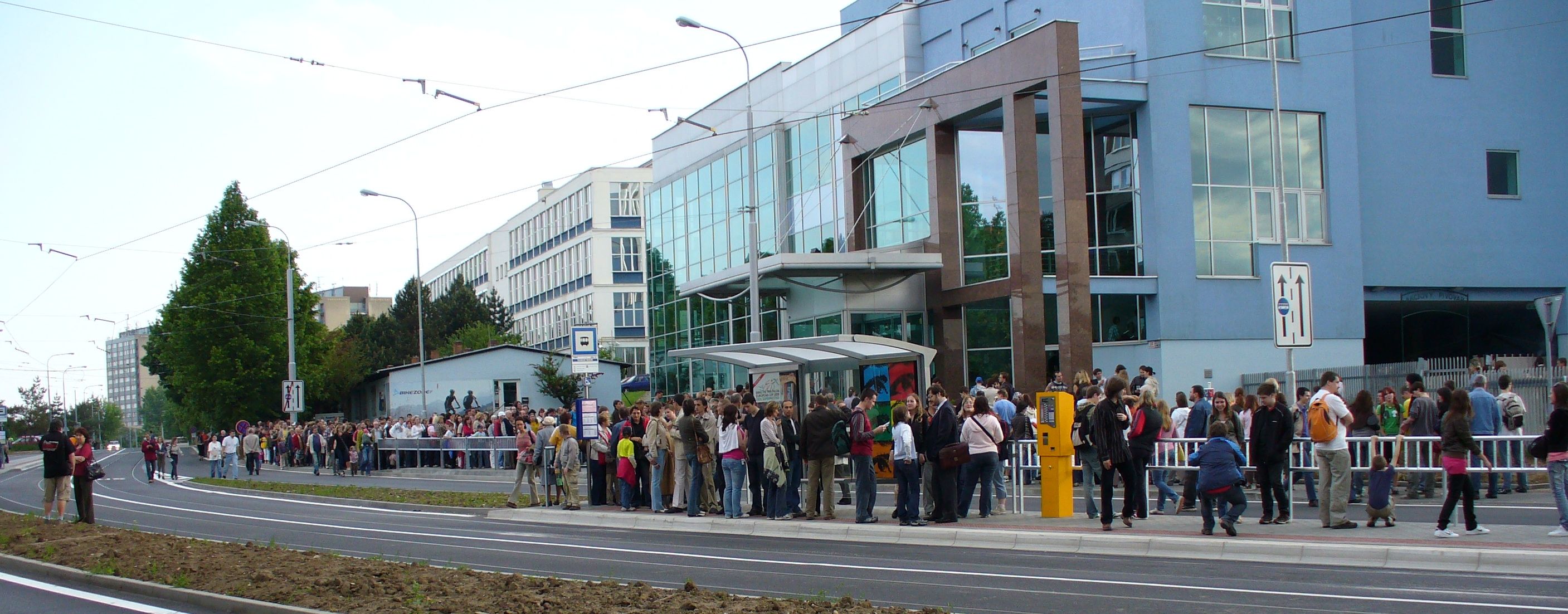
Zástupy před Technickým muzeem v Brně při Muzejní noci 2008

První ročník akce proběhl v roce 1997 v Berlíně, v České republice pak v roce 2004 v Praze, a její výrazný ohlas mezi návštěvníky zapříčinil rozšíření této akce i do dalších měst České republiky.

## Pražská muzejní noc

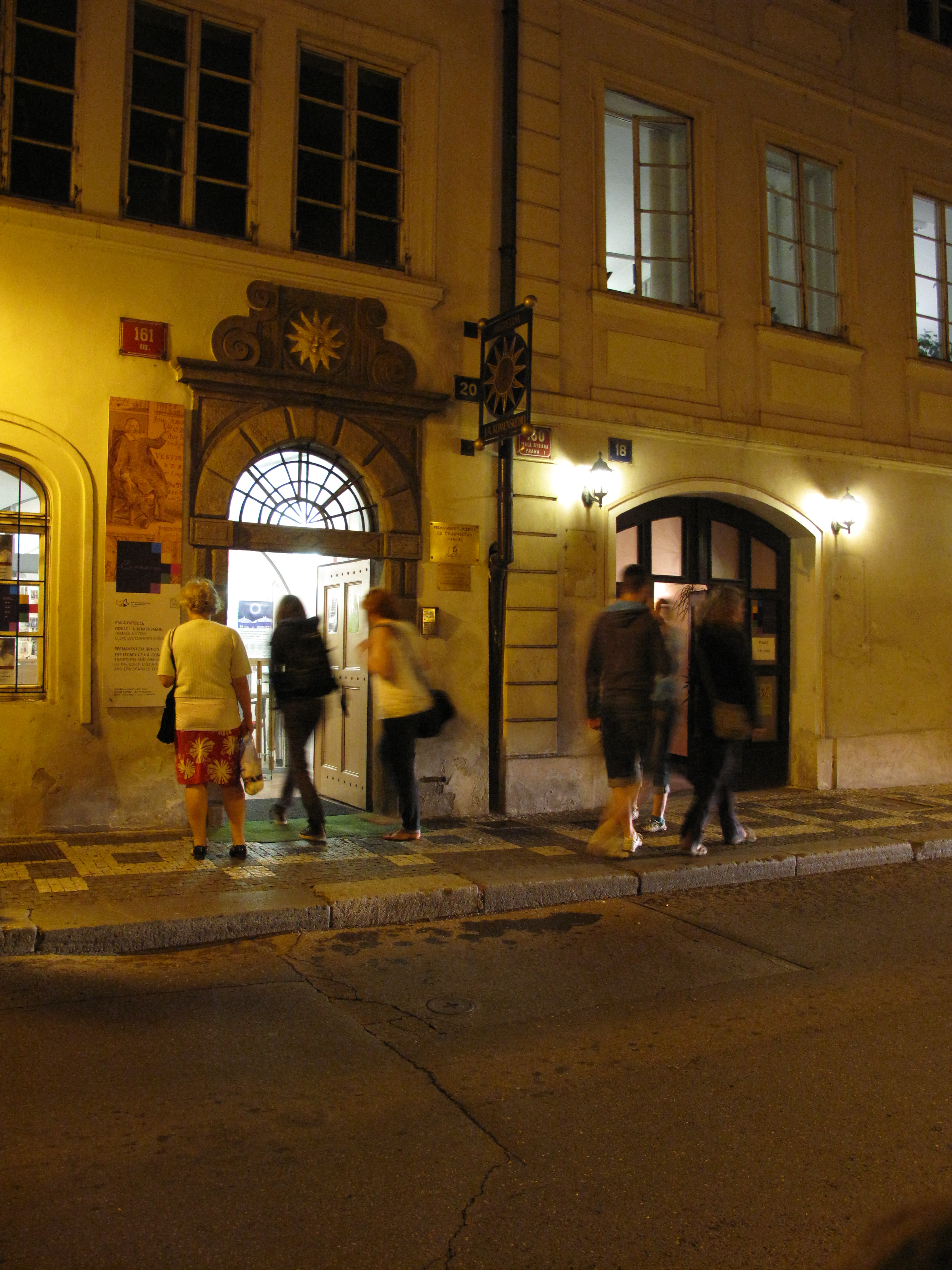
Muzejní noc 2010 – vchod do Pedagogického muzea J. A. Komenského v Praze

Pražská muzejní noc se poprvé uskutečnila v roce 2004. Od té doby přináší každoročně návštěvníkům možnost prozkoumat kulturní dědictví metropole v tak trochu jiném světle. Většina muzeí a galerií je otevřena v sobotu od 19 hodin do 1 hodiny následujícího dne. Zapojená muzea nabízejí návštěvníkům Pražské muzejní noci kromě nezvyklé noční prohlídky svých expozic, výstav či objektů i bohatý doprovodný program v podobě koncertů, divadelních i filmových představení, workshopů, výtvarných dílen, přednášek a ochutnávek. Na své si přijdou i nejmenší návštěvníci muzeí.
Mezi jednotlivými objekty Pražské muzejní noci je zajištěna přeprava pomocí bezplatných speciálních muzejních autobusových linek Dopravního podniku hl. m. Prahy. Provoz metra ze soboty na neděli bývá prodloužen do 01.00 hodin, navazuje povrchová doprava. Provoz parkovišť P+R byl v roce 2015 také prodloužen přibližně do 2.00 hodin.

### Statistika
Statistický přehled Pražských muzejních nocí:
| Ročník | Rok  | Datum konání | Zpřístupněné objekty | Autobusové linky |
| ------ | ---- | ------------ | -------------------- | ---------------- |
| 1.     | 2004 | 5. června    | 19                   | 4                |
| 2.     | 2005 | 4. června    | 40                   | 5                |
| 3.     | 2006 | 17. června   | 43                   | 7                |
| 4.     | 2007 | 16. června   | 45                   | 8                |
| 5.     | 2008 | 14. června   | 51                   | 9                |
| 6.     | 2009 | 20. června   | 55                   | 9                |
| 7.     | 2010 | 12. června   | 53                   | 9                |
| 8.     | 2011 | 11. června   | 60                   | 10               |
| 9.     | 2012 | 9. června    | 65                   | 10               |
| 10.    | 2013 | 14. září     | 69                   | 10               |
| 11.    | 2014 | 14. června   | 67                   | 11               |
| 12.    | 2015 | 13. června   | 80                   | 11               |
| 13.    | 2016 | 11. června   | 80                   | 10               |

## Muzejní noc v Brně
Již od roku 2005 se v Brně koná muzejní noc, při které jsou všechna muzea v Brně a okolí otevřena od 18 hodin do půlnoci. Vstupné do muzeí je symbolické. Jezdí k nim bezplatné mimořádné linky MHD. K Technickému muzeu jezdí historické autobusy (exponáty Technického muzea). Dále jezdí autobusy k Památníku Mohyla míru, ke klášteru do Rajhradu, ke hradu Špilberk a dále do okolních muzeí v Brně. Kromě všech brněnských muzeí bývají otevřené i některé další kulturní instituce, knihovna, nezávislá kulturní střediska.

## Galerijní a muzejní noc ve Zlíně

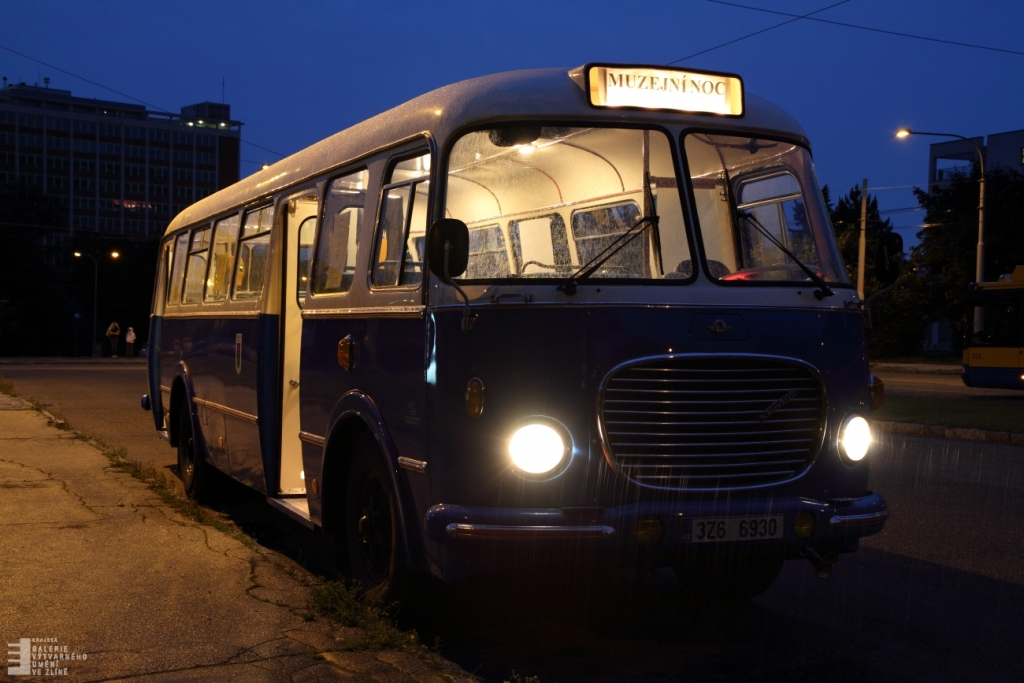
Galerijní a muzejní noc ve Zlíně - historický autobus zn. Škoda

Pod heslem "NESPĚTE! JDĚTE ZA UMĚNÍM! ...Poznáte umění v jiném světle" probíhá každoročně ve Zlíně Galerijní a muzejní noc. Hlavním pořadatelem akce je Krajská galerie výtvarného umění. Noční setkání s uměním proběhlo ve Zlíně v roce 2012 potřetí a propojilo 18 míst napříč městem Zlínem. Přípravu programu si vzalo za své patnáct kulturních soukromých i veřejných institucí, množství galerií, město Zlín, Muzeum jihovýchodní Moravy, Alternativa - kulturní institut Zlín, Městské divadlo Zlín, Evangelický kostel či zlínská hvězdárna a cestu si do nich při posledním ročníku našlo více než pět tisíc návštěvníků. Do všech prostor a expozic je tuto noc vstup volný a příznivci umění mohou pro přepravu mezi jednotlivými místy využít dvou speciálních linek - městem brázdí stylový autobus a historický trolejbus Dopravní společnosti Zlín-Otrokovice.